# Bakhita
Bakhita – włoski film biograficzny z 2009 roku opowiadający o życiu Józefiny Bakhity.